# ニチアサ以外はやってます!
『ニチアサ以外はやってます！』（ニチアサいがいはやってます、英:SUNDAY MORNING PROMISE）は、猫にゃんによる日本の4コマ漫画。
『まんがタイムきららキャラット』（芳文社）にて、2021年2月号から4月号にかけてゲスト掲載された後、同年6月号から2023年4月号にかけて連載された。運動神経バツグンの女の子がひょんなことから特撮オタクたちの輪に飛び込んでしまった結果、スーツアクターとしてともに特撮映画の制作を目指す作品である。
作中のパロディネタは仮面ライダー由来のものが多いが、物語構成としてはスーパー戦隊シリーズを意識していると作者は名言している。

## あらすじ
暇で退屈していた運動神経バツグンの東豊英女子高の一年生海城あかねは同級生の本郷苺との会話の流れで、学校の中庭にあるプレハブ小屋で目撃された異形の人影の噂を聞いて、苺の話を聞く間もなく現場に突入する。そこにいたのは「特撮研」こと特撮作品研究部部長の二年生芹沢博見と異形のマスクを被っていた同じく二年生早田唯だった。興奮して暴れた結果唯のマスクを壊してしまったあかねは、博見に特撮研のスーツアクターとして勧誘されるのだった。あかねは部活に入っていなかった苺も誘って部員不足を解消し、九月の文化祭までの新作特撮作品の制作を目指して特撮研は活動を開始した。

## 登場人物

### 東豊英女子高特撮研
海城 あかね（かいじょう あかね）
誕生日 : 6月25日 / 身長 : 177cm / 体重 : 66kg / パンチ力 : 0.3t / キック力 : 0.5t / 走力 : 11.5秒（100m走）
高校一年生にして本作の主人公。特撮研ではスーツアクターをしている。朝早く起きてトレーニングをしていることもあって非常に引き締まった身体つきをしている。
物事をカッコいいかそうでないかで判断する傾向があり、ヒーローへの指向性が非常に高い。苺に部活に入るよう勧められた時も文化部をカッコよくないという理由で拒絶した。物事には積極的に思い立ったら即行動に移そうするモチベーションの高さを見せており、特撮研に入ったあとも早速制作を始めようとしていた。感情に対して非常にストレートで思ったことを素直に口にするところがあり、博見に対しては特にその一面が出ることが多い。基本的には陽キャであり、一人カラオケや一人映画を楽しむほかの部員にカルチャーショックも相まって驚いていた。特撮研に入るまでは部活にも所属しておらず、日常に退屈しており有り余る体力を持て余していた節がある。元々は非オタでニチアサの概念すら知らなかったが博見と出会って以降は上述のこともあって特撮の魅力にハマっている。特撮に対する知識のなさも相まって、映像を作るハードルやコストを理解してない節がある。
達筆であるが画才はなく自身がデザインした怪人を唯に見せた時はやんわりと拒絶された。意外にもファッションセンスの女子力は高くオシャレを「女子の強化フォーム」と博見に説いたこともある。中学時代は女子バスケ部のエースでファンクラブもあったほど。犬派でオオカミも好き。
名前の由来は『秘密戦隊ゴレンジャー』に登場する海城剛（アカレンジャー）から。
本郷 苺（ほんごう いちご）
誕生日 : 2月19日 / 身長 : 151cm / 体重 : 42kg / パンチ力 : 0.03t / キック力 : 0.05t / 走力 : 20.0秒（100m走）
高校一年生であかねの同級生。特撮研では音響を手掛けている。赤いプロペラ状の髪飾りをしている。全体的に痩せっぽち。
クールな性格でやや合理主義的な傾向があり、ともすれば面倒くさがりとも見える態度として現れることもある。暇なときは教室内でもお構いなしにスマホを操作する癖があり、ニチアサを見るときですらスマホをいじっている。人との会話が得意でない上にニチアサのことしか話題の引き出しがないため話しかけられないようにヘッドホンを常用している。親との関係はあまり良好ではなく、中学時代には勉強に集中してほしいという理由でおもちゃを捨てられている。唯とは中学時代に特撮同好会で作品をめぐって口論になった結果、特撮研に入ったあとも唯との確執が続いている。
幼いころにはピアノを習っていたことがあり、好きな曲はジムノペディ。プライベートでのファッションは帽子やパーカーにバッジを多用したカジュアルなスタイルを主体にしている。
名前の由来は『仮面ライダー』に登場する本郷猛（仮面ライダー1号）から。
早田 唯（はやた ゆい）
誕生日 : 10月22日 / 身長 : 141cm / 体重 : 40kg / パンチ力 : 0.03t / キック力 : 0.04t / 走力 : 19.5秒（100m走）
高校二年生で、特撮研の造形・美術担当。流星状の髪飾りを着用している。身長が小さいわりに胸囲の大きさと黄色いパーカーを着用してることも相まってぽっちゃりに見える。
基本的には思考は楽観的だが、他人を気にしがちな部分がある。さらに特撮知識の豊富さからくる逆張り癖があり中学時代は特に露骨だった。苺と同様にネット文化に染まっており、そろって博見にたしなめられる一幕もあった。造形美術の腕前自体は本物でコスプレ造形の素材で活発なあかねでもある程度動けるようにマスクやスーツを作れる技量はある。
博見同様にファッションに対する関心は低く、新入部員歓迎会と称したカラオケ大会にも制服姿で現れた。苺とは同じ中学だったが、博見とは違う中学に通っていた。特撮以外にも深夜アニメも見ており、ニチアサが終わるまで寝過ごすことがある。
名前の由来は『ウルトラマン』に登場するハヤタ・シン（ウルトラマン）から。
芹沢 博見（せりざわ ひろみ）
誕生日 : 12月16日 / 身長 : 156cm / 体重 : 53kg / パンチ力 : 0.07t / キック力 : 0.1t / 走力 : 14.5秒（100m走）
高校二年生で、特撮研の当代の部長であり監督や脚本も手掛ける。メガネっ娘。ファッションに関心が薄く髪もボサボサなわりに、全体的にバランスの取れたスタイルをしている。
基本的に生真面目な性分だが、そのわりに見栄っ張りでプレッシャーに弱い。承認欲求に飢えているため、あかねのまっすぐな言葉に心揺るがされ感銘を受けることが多い反面、部のSNSアカウントを作って運用しているうちに依存してしまいひきこもりとなり部活に姿を見せなくなる本末転倒な事態に陥ったこともある。自身も特撮研の先輩にあこがれて入った部分があったためか、あかねからの憧れに応えようとするし、特撮研という場所を守ろうと一生懸命な部分が強い。生活態度は自堕落の極みで昼夜逆転しがちな生活な上に自室まで汚い。さらにファッションに対する関心も薄く、それに金を使うぐらいなら好きな本やグッズを買う方が幸福というオタクを絵にかいたような側面がある。あかねほどではないが身体能力はある方で、怪人のマスクを装着した唯に興奮していたあかねを背負い投げで張り倒し、あかねと会話しながらバク宙ができたりする。「オン・ユア・ゲイズ」では主人公の幼馴染役として役者も兼ねている。
姉が一人おり、特撮研のOGでもある。猫の「エイコ」を飼っていたが、中学三年の時に天寿を迎えた。姉妹ともども一戸建て住宅に住んでおり、苺にお金持ちと驚かれる描写がある。
名前の由来は『ゴジラ』に登場する芹沢博士から。

### その他の登場人物
芹沢 猪里（せりざわ いのり）
大学一年生で博見の姉。家では普段から特撮のおもちゃを身に着けている変人。世話焼きな気質で妹のスタイルをより強めた容姿をしている。
ひきこもりになり特撮研に顔も出さなくなってしまった妹を心配して自宅にやってきたメンバーたちを妹の部屋に案内した。特撮研廃部をかけた立花の無茶ぶりを受けて制作された「オン・ユア・ゲイズ」の編集作業をしている妹を後方で見守りつつ手伝おうとしたものの当の妹に余計なお世話と拒否された。
妹たちが立花に無茶ぶりされた際はほかの特撮研のOGとも情報を交換し事態を把握しており、事態が落ち着いたときには立花とも対話していた。
本多 立花（ほんだ りっか）
二十代後半の東豊英女子高校の化学教諭。10年前の特撮研のOGにして創設メンバーで、今年から顧問に就任した。
特撮研のOGかつ顧問であるにもかかわらず、あかねたち特撮研に廃部勧告を突き付け部員たちの反発を買う。廃部への同意を拒む博見の態度を見るや「一週間で作品を仕上げることができなければ廃部」という無茶ぶりめいた条件を突き付けた。
喫煙者で部室にも泥酔した状態で現れるほどの酒飲み。学力は非常に高くそのために卒業後に母校に化学教諭として戻ってきた。理由は不明ながらも裕福な実家からは勘当されている。

## 書誌情報
- 猫にゃん『ニチアサ以外はやってます！』、芳文社〈KRコミックス〉、全2巻[5]
  1. 2022年4月9日初版第1刷発行（同年3月25日発売）、ISBN 978-4-8322-7357-3
  2. 2023年3月27日発売、ISBN 978-4-8322-7448-8